# Jesús Arnal
Pour les articles homonymes, voir Arnal.
Jesús Arnal Pena, né le 28 janvier 1904 à Candasnos (province de Huesca, Espagne) et mort le 8 décembre 1971 à Ballobar, est un prêtre catholique et écrivain espagnol. Il est principalement connu pour avoir été le secrétaire personnel de l'anarchiste Buenaventura Durruti pendant la Révolution sociale espagnole de 1936.

## Biographie
Après ses études au séminaire de Lérida, Jesús Arnal est ordonné prêtre en 1927.
Il est le curé de Candasnos, dans la province de Huesca.
Pendant la Guerre civile espagnole, il est mis à la disposition du révolutionnaire anarchiste Buenaventura Durruti par son ami Timoteo Callén. Il est nommé secrétaire particulier de Durruti pour les affaires concernant les milices.
Après la guerre et une période d'exil en France, il se réincorpore à son sacerdoce, conservant son admiration et gratitude envers la personne de Durruti et l'anarchisme qu'il défend dans ses souvenirs, même s'il n'en partage pas toutes les idées.
Jesús Arnal dirige plusieurs paroisses, et est finalement destiné à celle de Ballobar où il meurt en décembre 1971.
Peu après sa mort, sont publiés en 1972 ses souvenirs intitulés Por qué fui secretario de Durruti (Pourquoi j'ai été le secrétaire de Durruti). Dans un style simple, il raconte ses tribulations pendant la guerre civile.
Dans le film Libertarias, Arnal est interprété par Miguel Bosé, même si le film ne correspond pas exactement aux faits historiques.
Le témoignage de Jesús Arnal figure dans le livre Le bref été de l'anarchie : La vie et la mort de Buenaventura Durruti de Hans Magnus Enzensberger.

## Œuvre
- Yo fuí secretario de Durruti : memorias de un cura en las filas anarquistas, Andorra, 1972, Zaragoza, Mira ed., 1995, notice Idref.

## Notices
- Centre International de Recherches sur l'Anarchisme (Lausanne) : notice bibliographique.